# João Vicente Duarte Silva
João Vicente Duarte Silva (Desterro — Desterro, 24 de fevereiro de 1887) foi um comerciante e político brasileiro.
Natural de Canasvieiras, filho de Anacleto José da Silva e de Inácia Rosa de Jesus, casou com Maria Bernardina Coelho da Cunha.
Filiado ao Partido Liberal, foi deputado à Assembleia Legislativa Provincial de Santa Catarina na 25ª legislatura, de 1884 a 1885.